# Eumida parva
Eumida parva är en ringmaskart som först beskrevs av Saint-Joseph 1888.  Eumida parva ingår i släktet Eumida och familjen Phyllodocidae. Inga underarter finns listade i Catalogue of Life.